# Сухариха
Сухариха (в верхнем течении — Гуткочи) — река в Туруханском районе Красноярского края, правый приток Енисея. Протекает по восточной окраине Западно-Сибирской равнины.
Длина реки −132 км, площадь её водосборного бассейна — 2980 км². Впадает в протоку Губенскую Енисея, напротив острова Малый Медвежий, на расстоянии 687 км от устья.

### Притоки
- Жёлтая[3] (в ГВР река без названия)— правый, длиной 42 км, в 24 км от устья[4];
- Шумиха[3] (в ГВР река без названия)— левый, длиной 37 км, в 30 км от устья[5];
- Река без названия — правый, длиной 17 км, в 63 км от устья[6];
- Джалтул — правый, длиной 58 км, в 69 км от устья[7];
- Нындэка — правый, длиной 53 км, в 89 км от устья[8].

По данным государственного водного реестра России относится к Енисейскому бассейновому округу.